# Nobody's Baby (ER)
Nobody's Baby is de tweede aflevering van het twaalfde seizoen van de televisieserie ER, die voor het eerst werd uitgezonden op 29 september 2005.

## Verhaal
Een zwangere vrouw wordt de SEH binnengebracht nadat zij gewond is geraakt bij een auto-ongeluk. Zij blijkt een draagmoeder te zijn voor een echtpaar en door de verwondingen krijgt zij weeën. De artsen raden haar aan om een keizersnede te laten uitvoeren. De vrouw weigert dit en wil dat de baby natuurlijk geboren wordt, tot woede van dr. Barnett en het echtpaar. Uiteindelijk wordt de baby zwaar gehandicapt geboren en het echtpaar besluit om van de baby af te zien, dr. Barnett neemt dit emotioneel zwaar op en kan de baby niet alleen achterlaten.
Dr. Pratt krijgt bezoek van zijn biologische vader, die hem vertelt dat hij nog een halfbroer heeft en vraagt hem of hij hem op wil zoeken. Dr. Pratt zit niet te wachten op nieuw contact met zijn vader maar besluit wel om zijn halfbroer op te zoeken.
Dr. Kovac is zwaar teleurgesteld als hij van Taggart hoort dat zij hem wil verlaten en met Alex een nieuwe woning zoekt. 
Dr. Lockhart heeft een jongen onder behandeling met een rare ziekte, zij kan uiteindelijk toch een diagnose stellen.

## Rolverdeling

### Hoofdrollen
- Goran Višnjić - Dr. Luka Kovac
- Maura Tierney - Dr. Abby Lockhart
- Mekhi Phifer - Dr. Gregory Pratt
- Danny Glover - Charlie Pratt sr.
- Tina Lifford - Evelyn Pratt
- Sam Jones III - Chaz Pratt
- Cecily Lewis - Jocelyn Pratt
- Sherry Stringfield - Dr. Susan Lewis
- Parminder Nagra - Dr. Neela Rasgrota
- Shane West - Dr. Ray Barnett
- Scott Grimes - Dr. Archie Morris
- Michael Spellman - Dr. Jim Babinski
- Amy Aquino - Dr. Janet Coburn
- Anthony Giangrande - Dr. Jeremy Munson
- Linda Cardellini - verpleegster Samantha 'Sam' Taggart
- Dominic Janes - Alex Taggart
- Laura Cerón - verpleegster Chuny Marquez
- Deezer D - verpleger Malik McGrath
- April L. Hernandez - verpleegster Inez
- Cynthia Cervini - verpleegster Anna Waldron
- Emily Wagner - ambulancemedewerker Doris Pickman
- Brian Lester - ambulancemedewerker Brian Dumar
- Louie Liberti - ambulancemedewerker Bardelli

### Gastrollen (selectie)
- Erin Cottrell - Claire
- Suzanne Cryer - Toni Stillman
- Eric Lange - Rod Stillman
- Sandrine Holt - Drew
- Hayden Bromberg - Liam Dunn
- Sammy Fine - Dermott
- Shawn Huang - Kevin